# Onthophagus hoplothorax
Onthophagus hoplothorax là một loài bọ cánh cứng trong họ Bọ hung (Scarabaeidae).